# Азарівка (Лутугинський район)
Аза́рівка (Аннівка) — колишнє селище в Україні, підпорядковувалося Успенській селищній раді Лутугинського району Луганської області. Зняте з обліку 24 лютого 2012 року.

## Історія
Азарівка (Аннівка), до 1917 — лютеранське село в Катеринославській губернії, Слов'яносербський повіт; у радянський період — Ворошиловградська область, Успенський район. Засноване 1910 року. Лютеранський прихід Ростов-Луганськ. Землі 1537 десятин, 1730 десятин. Мешканці: 100 (1918), 291/277 німці (1926), 230 (1941).
7 (20) листопада 1917 року, відповідно до Третього Універсалу Української Центральної Ради, увійшло до складу Української Народної Республіки.  